# راجنار سفينسون
راجنار سفينسون (بالسويدية: Ragnar Svensson)‏ هو مصارع هاوي سويدي، ولد في 22 يونيو 1934 في Osby ‏ في السويد.

## وصلات خارجية
- راجنار سفينسون على موقع قاعدة بيانات المصارعة الدولية (الإنجليزية)
- راجنار سفينسون على موقع أوليمبيديا (الإنجليزية)
- راجنار سفينسون على موقع اللجنة الأولمبية السويدية (السويدية)